# Lijst van nummer 1-hits in de Nederlandse Top 40 in 1974
Deze hits stonden in 1974 op nummer 1 in de Nederlandse Top 40.
| Nummer | Datum        | Artiest                      | Titel                               |
| ------ | ------------ | ---------------------------- | ----------------------------------- |
| 132    | 5 januari    | Gerard Cox                   | 't Is weer voorbij die mooie zomer  |
|        | 12 januari   | Gerard Cox                   | 't Is weer voorbij, die mooie zomer |
| 133    | 19 januari   | The Three Degrees            | Dirty ol' man                       |
|        | 26 januari   | The Three Degrees            | Dirty ol' man                       |
|        | 2 februari   | The Three Degrees            | Dirty ol' man                       |
| 134    | 9 februari   | Vader Abraham & Boer Koekoek | Den Uyl is in den olie              |
|        | 16 februari  | Vader Abraham & Boer Koekoek | Den Uyl is in den olie              |
| 135    | 23 februari  | Mud                          | Dyna-mite                           |
|        | 2 maart      | Mud                          | Dyna-mite                           |
|        | 9 maart      | Mud                          | Dyna-mite                           |
|        | 16 maart     | Mud                          | Dyna-mite                           |
|        | 23 maart     | Mud                          | Dyna-mite                           |
| 136    | 30 maart     | Mud                          | Tiger feet                          |
|        | 6 april      | Mud                          | Tigerfeet                           |
|        | 13 april     | Mud                          | Tigerfeet                           |
| 137    | 20 april     | The Cats                     | Be my day                           |
|        | 27 april     | The Cats                     | Be my day                           |
|        | 4 mei        | The Cats                     | Be my day                           |
|        | 11 mei       | The Cats                     | Be my day                           |
|        | 18 mei       | The Cats                     | Be my day                           |
|        | 25 mei       | The Cats                     | Be my day                           |
| 138    | 1 juni       | Ivan Heylen                  | De wilde boerndochtere              |
|        | 8 juni       | Ivan Heylen                  | De wilde boerndochtere              |
|        | 15 juni      | Ivan Heylen                  | De wilde boerndochtere              |
|        | 22 juni      | Ivan Heylen                  | De wilde boerndochtere              |
| 139    | 29 juni      | The Rubettes                 | Sugar baby love                     |
|        | 6 juli       | The Rubettes                 | Sugar baby love                     |
|        | 13 juli      | The Rubettes                 | Sugar baby love                     |
|        | 20 juli      | The Rubettes                 | Sugar baby love                     |
|        | 27 juli      | The Rubettes                 | Sugar baby love                     |
|        | 3 augustus   | The Rubettes                 | Sugar baby love                     |
|        | 10 augustus  | The Rubettes                 | Sugar baby love                     |
| 140    | 17 augustus  | George McCrae                | Rock your baby                      |
|        | 24 augustus  | George McCrae                | Rock your baby                      |
|        | 31 augustus  | George McCrae                | Rock your baby                      |
|        | 7 september  | George McCrae                | Rock your baby                      |
|        | 14 september | George McCrae                | Rock your baby                      |
|        | 21 september | George McCrae                | Rock your baby                      |
|        | 28 september | George McCrae                | Rock your baby                      |
|        | 5 oktober    | George McCrae                | Rock your baby                      |
| 141    | 12 oktober   | 10CC                         | The Wall Street shuffle             |
| 142    | 19 oktober   | Carl Douglas                 | Kung fu fighting                    |
|        | 26 oktober   | Carl Douglas                 | Kung fu fighting                    |
|        | 2 november   | Carl Douglas                 | Kung fu fighting                    |
|        | 9 november   | Carl Douglas                 | Kung fu fighting                    |
|        | 16 november  | Carl Douglas                 | Kung fu fighting                    |
| 143    | 23 november  | George Baker Selection       | Sing a song of love                 |
|        | 30 november  | George Baker Selection       | Sing a song of love                 |
|        | 7 december   | George Baker Selection       | Sing a song of love                 |
| 144    | 14 december  | Leo Sayer                    | Long tall glasses                   |
| 145    | 21 december  | Mud                          | Lonely this Christmas               |
|        | 28 december  | Geen Top 40 verschenen       | Geen Top 40 verschenen              |